# 未来机器城
《未来世代》（英語：Next Gen）是一部2018年的科幻动画电影，以王尼玛的線上中國大陸漫畫《7723》为基础，讲述了一个生活在机器人技术普遍存在的世界的叫做苏小麦的少女和7723，一个绝密的武装机器人的故事。該部电影于2018年9月7日在Netflix上線，并于2019年7月19日在中国大陆上映。

## 剧情
一个秘密生产的新型机器人7723，偶然遇到了调皮女孩苏小麦。而看似叛逆的小麦成长在一个不算完整的家庭，父亲为追梦离家，使得小麦受到了很大的影响而变得孤僻。7723的出现也使得这对欢喜冤家逐渐成为了一对挚友。然而好景不长，心怀毁灭之心的庞老板追踪到了7723的下落，7723为了保护小麦不得不格式化掉所有的记忆回归到包含武器的初始状态。

## 角色

### 介绍
- 7723：一个由米博士秘密研发的新型机器人，拥有战斗能力和学习能力。后于苏小麦成为朋友。
- 苏小麦：叛逆少女苏小麦，偶然遇到新型机器人7723。逐渐从讨厌机器人到与7723成为挚友。
- 馍馍：苏小麦的小狗馍馍，对7723则是内心看好但是一脸嫌弃的态度。
- 庞贾廷：庞贾廷与米博士年轻时代一起创办了IQ机器人公司。但随着时间流逝，二人渐行渐远。剧中登场的庞贾廷其实是战王控制的一个分身。
- 米博士：和庞贾廷一起创办了公司，对庞贾廷一直百依百顺，战王的出现让他开始不信任庞贾廷。
- Q宝6：家用机器人Q宝6是IQ机器人公司的典范之作，在未来机器城仿佛是全民追捧的对象。
- 战王：庞贾廷与米博士制造的机器人。本作最终反派。

### 配音
| 角色   | 中文配音 | 英文配音        |
| ------ | -------- | --------------- |
| 7723   | 韩莹棣   | 约翰·卡拉辛斯基 |
| 苏小麦 | 郑海音   | 查琳·易         |
| 庞贾廷 | 冯远征   | 杰森·苏戴奇斯   |
| 米博士 | 石班瑜   | 大卫·克罗斯     |
| 馍馍   | 涂松岩   | 迈克尔·佩纳     |

## 制作
故事基于王尼玛原创的漫画《7723》改编，Netflix以3000万美元买下其海外发行权。

据编剧郝雨表示，此片是全球范围内第一部用Blender制作的动画电影，因为是开源软件，所以能大幅降低成本。机甲部分是由孙士前工作室和VOK Studio完成制作。

### 音乐原声
配乐由好莱坞音乐工作室Alexis & Sam作曲，由伦敦大都会管弦乐团演奏。

## 发行
这部电影由Netflix在2018年9月7日海外发行，并由阿里巴巴影业集团和万达影视传媒有限公司出品。

### 获奖
| 时间   | 奖项                           | 具体奖项                         | 备注 |
| ------ | ------------------------------ | -------------------------------- | ---- |
| 2019年 | 第66届美国音效剪辑协会金卷轴奖 | 最佳动画片声音编辑               |      |
| 2019年 | 2018 Kidscreen Awards          | 最佳动画片 最佳设计奖            |      |
| 2018年 | 第46届动画安妮獎               | 最佳视效、最佳角色设计和最佳配音 | 提名 |

## 评价
根据烂番茄5条评价，达到80%新鲜度，平均得分5.67 / 10，观众投票达到68%，平均得分3.71 / 5。

## 争议
先前中國境内定档2018年8月17日，而后通过中國官微发布，将择日发布，原因为配合国际发行节奏。并且影片中文名也由《暴走吧！失忆超人》改为《未来机器城》。
可能因为暴走漫画戏谑侮辱英烈一案。

## 外部連結
- 豆瓣电影上《未来机器城》的資料 （简体中文）
- 时光网上《未来机器城》的資料（简体中文）
- 1905电影网上《未来机器城》的资料（简体中文）
- 互联网电影数据库（IMDb）上《未来机器城》的资料（英文）
- 爛番茄上《未来机器城》的資料（英文）